# Lake Almanor Country Club
Lake Almanor Country Club est une census-designated place du comté de Plumas, dans l'État de Californie, aux États-Unis,. En 2020, elle compte une population de 451 habitants.